# Eirene (pittrice)
Eirene o Irene (in greco antico: Ἐιρήνη?, Eiréne; fl. III-II secolo a.C.) è stata una pittrice greca antica.

## Biografia
Suo padre, il pittore Cratino, viene ricordato per averle insegnato l'arte pittorica per cui lei divenne celebre.
(Plinio il Vecchio)
A Eleusi era infatti collocata una sua tavola dipinta raffigurante Kore (Persefone).

## Nella letteratura
Eirene è una delle cinque artiste donne ricordata da Plinio il Vecchio nella sua Naturalis historia (XXXV, 147-148) insieme a Timarete, Aristarete, Iaia ed Olimpia.
Timarete, Eirene e Iaia (indicate rispettivamente come "Tamiri", "Irene" e "Marzia") figurano anche nel De mulieribus claris di Giovanni Boccaccio. In particolare, Boccaccio definisce Hirene artista di «ingegno singolare» e «artificio degno di memoria». Tramite Boccaccio, le tre furono riprese anche da Christine de Pizan nel suo La città delle dame.

## Galleria d'immagini
Eirene in manoscritti miniati francesi del De mulieribus claris

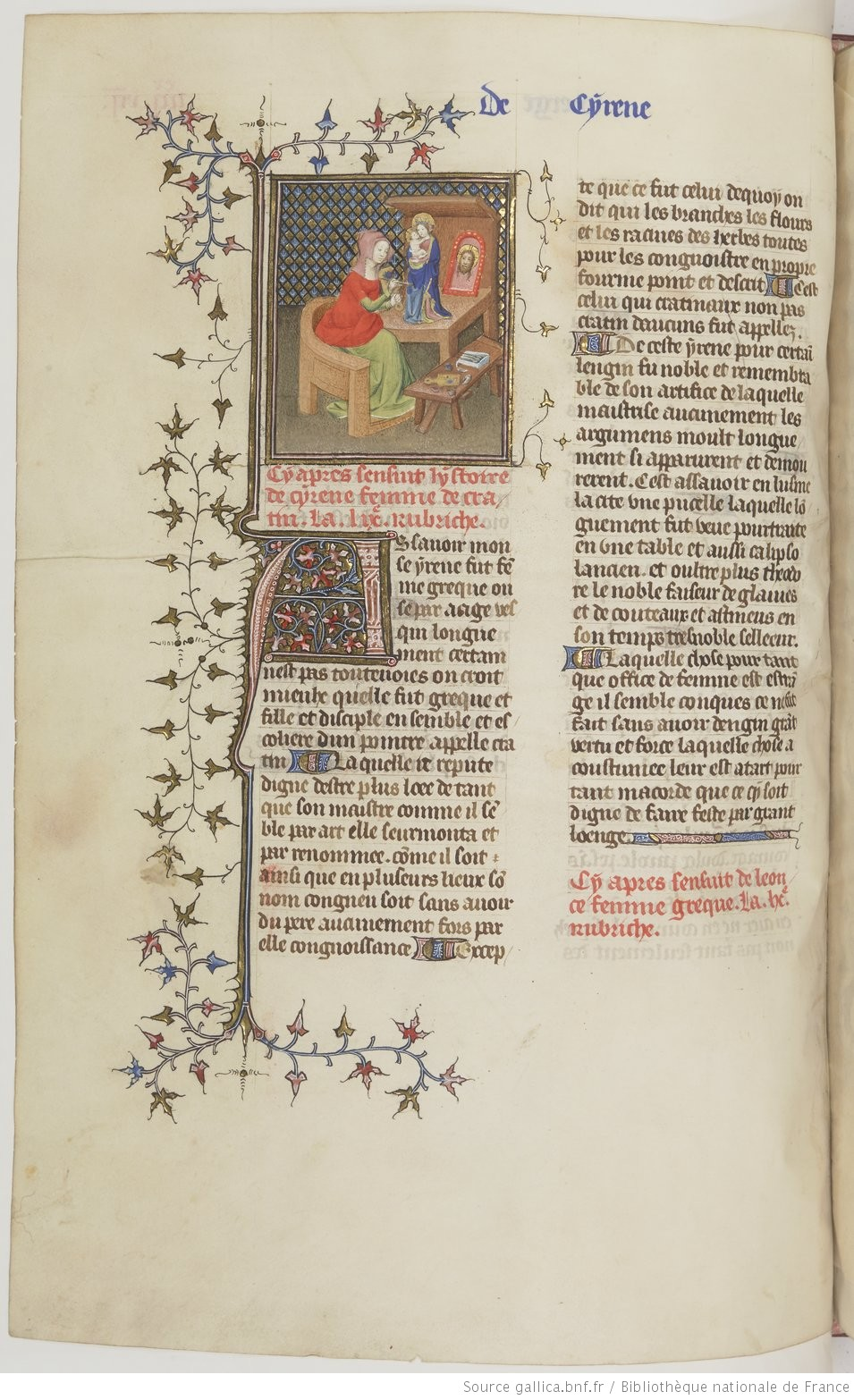
BNF Fr. 12420, fol. 101v (1399-1405)
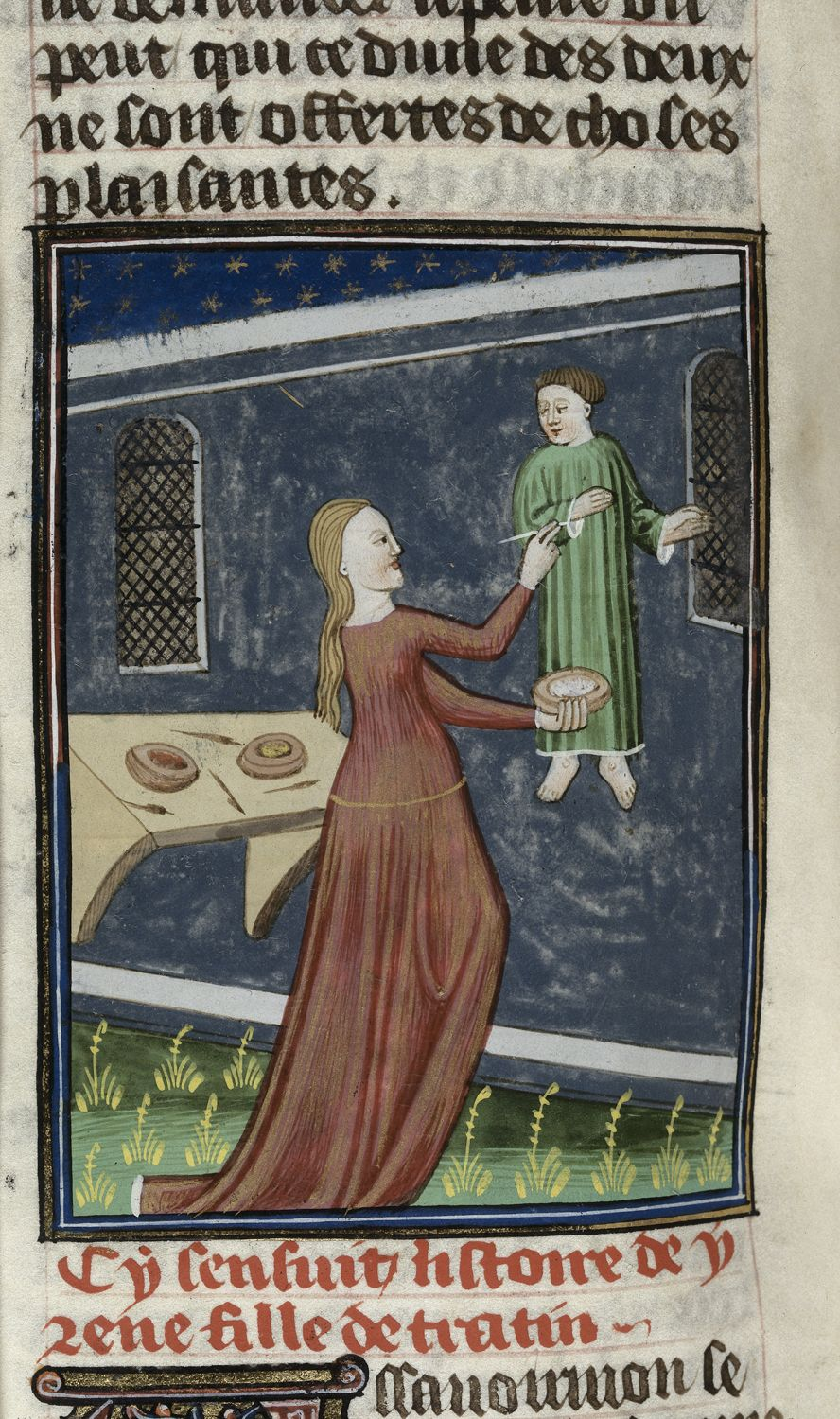
British Library, Royal 16 G V f. 73v (metà XV secolo)
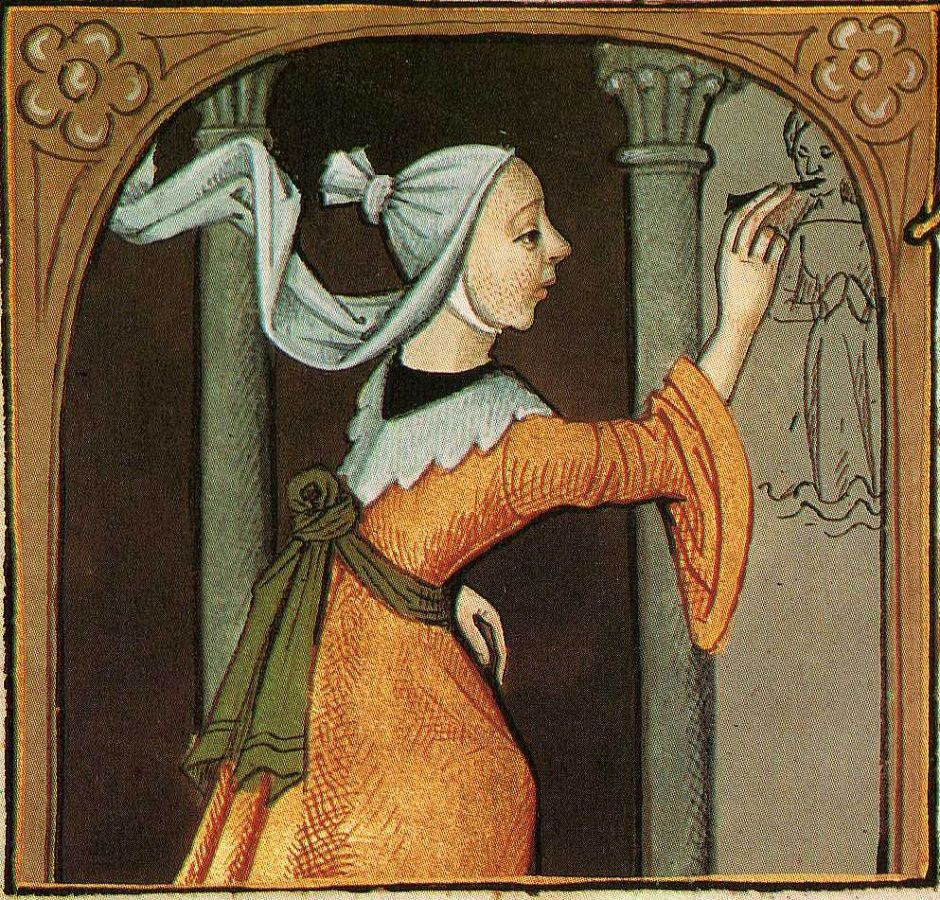
BnF Français 599 fol. 53v (fine XV secolo)